# Showgirl Homecoming Live
Albums de Kylie Minogue
Ultimate Kylie
(2004) X
(2007)
Showgirl Homecoming Live est un album live de la chanteuse de Pop Kylie Minogue. Il a été enregistré lors de la seconde soirée de concert du Showgirl - The Homecoming Tour à Sydney en Australie et a été commercialisé par Parlophone le 8 janvier 2007 en Europe. Il s'est classé 7e des meilleures ventes d'albums au Royaume-Uni et s'est vu certifier d'un disque d'argent,.

## Liste des pistes

### Disque 1
1. Overture - The Showgirl Theme – 2 min 44
2. Better the Devil You Know – 3 min 46
3. In Your Eyes – 3 min 06
4. White Diamond – 3 min 33
5. On a Night Like This – 4 min 30
6. Shocked / What Do I Have to Do? / Spinning Around – 8 min 22
7. Temple Prequel – 2 min 57
8. Confide in Me – 4 min 26
9. Cowboy Style – 3 min 29
10. Finer Feelings – 1 min 25
11. Too Far – 4 min 33
12. Red Blooded Woman / Where the Wild Roses Grow – 4 min 34
13. Slow – 4 min 39
14. Kids featuring Bono – 6 min 05

### Disque 2
1. Rainbow Prequel – 1 min 10
2. Somewhere Over the Rainbow – 2 min 43
3. Come into My World – 3 min 05
4. Chocolate – 2 min 45
5. I Believe in You – 3 min 28
6. Dreams / When You Wish Upon a Star – 3 min 56
7. Burning Up / Vogue – 3 min 21
8. The Loco-Motion – 4 min 43
9. I Should Be So Lucky / The Only Way Is Up – 3 min 26
10. Hand on Your Heart – 4 min 19
11. Space Prequel – 1 min 54
12. Can't Get You Out of My Head – 3 min 55
13. Light Years / Turn It into Love – 8 min 13
14. Especially for You – 4 min 28
15. Love at First Sight - 6 min 35

## Classement des ventes
| Pays        | Meilleure position |
| ----------- | ------------------ |
| Australie   | 28                 |
| Autriche    | 55                 |
| France      | 113                |
| Suisse      | 54                 |
| Royaume-Uni | 7                  |

## Détails de commercialisation
| Pays        | Date           | Label              | Format    | Catalogue  |
| ----------- | -------------- | ------------------ | --------- | ---------- |
| Royaume-Uni | 8 janvier 2007 | EMI                | Double CD | 3853312    |
| Australie   | 3 février 2007 | Warner Music Group | Double CD | 5101196872 |
| Japon       | 11 juin 2007   | Toshiba, EMI       | Double CD | TOCP-66684 |